# Paweł Chocimowski
Paweł Chocimowski herbu Oksza – podsędek sandomierski w latach 1597–1615.
Poseł na sejm 1597 roku z województwa sandomierskiego. Poseł na sejm w 1600 roku. Poseł województwa sandomierskiego na sejm 1607 roku. Jako poseł został w 1607 roku wyznaczony do Rusi i Wołynia dla przeprowadzenia lustracji dóbr stołowych, dóbr martwej ręki, dóbr, które dotychczas nie były rewidowane albo na których stare sumy nie były ekstenuowane. Poseł na sejm nadzwyczajny 1613 roku z województwa sandomierskiego. Poseł na sejm 1615 roku z województwa sandomierskiego.